# 85 (liczba)
85 (osiemdziesiąt pięć) – liczba naturalna następująca po 84 i poprzedzająca 86.

## 85 w nauce
- liczba atomowa astatu
- obiekt na niebie Messier 85
- galaktyka NGC 85
- planetoida (85) Io

## 85 w kalendarzu
85. dniem w roku jest 26 marca (w latach przestępnych jest to 25 marca). Zobacz też co wydarzyło się w roku 85.